# Papa Bonifaciu al V-lea

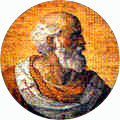

Papa Bonifaciu al V-lea (n. secolul al VI-lea d.Hr., Napoli, Imperiul Roman de Răsărit – d. 25 octombrie 625 d.Hr., Roma, Imperiul Roman de Răsărit) a fost Papă al Romei în perioada 23 decembrie 619 - 25 octombrie 625.
S-a născut la Napoli. A fost consacrat papă pe 23 decembrie 619, după 13 luni de Sede Vacante. A restaurat catacomba "San Nicomede" pe via Nomentana în apropiera de actuala Porta Pia de la Roma. S-a implicat cu mult zel în activitatea de încreștinarea Angliei și a publicat decretul papal care acorda  bisericii  privilegiul de a fi loc de refugiu pentru criminali și proscriși în general.
Papa Bonifaciu al V-lea  murit pe 25 octombrie 625 și a fost înmormântat la San Pietro, Roma.